# Sasano Sekiji
Sasano Sekiji là một cầu thủ bóng đá người Nhật Bản.

## Đội tuyển bóng đá quốc gia Nhật Bản
Sasano Sekiji được triệu tập vào đội tuyển Nhật Bản tham dự Thế vận hội Mùa hè 1936.